# The Crying Spell
The Crying Spell ist eine US-amerikanische Synth-Rock-Band, die im Jahre 2006 von dem Sänger Len Hotrum, dem Gitarristen Eric Snyder, dem Schlagzeuger Chase Culp und dem Bassisten Johnny Bacolas in Seattle, Washington gegründet wurde. Die Band selbst nennt ihren modernen New-Wave-Musikstil „Modwave“.

## Geschichte
Hotrum und Culp spielten früher in einer Band namens Point One, Snyder und Bacolas bei Second Coming. Nachdem die Besetzung durch den zweiten Gitarristen Dane Brooks komplettiert war, veröffentlichten The Crying Spell im Juli 2008 aus eigener Kraft ihr stark von den 1980er Jahren beeinflusstes Debütalbum Through Hell to Heaven, das über ihre Website, iTunes und Amazon erhältlich war. Zudem spielten sie im selben Jahr ihr erstes Konzert. Ein Jahr später verließ Bacolas The Crying Spell, um sich anderen Tätigkeiten zu widmen und wurde daraufhin durch Jason Phraner ersetzt.
Anfang 2012 veröffentlichte die Band ihr zweites Album Disgraceland, jedoch wurde dies nur während der zweimonatigen Europa-Tour als Vorgruppe der britischen Post-Punk-Band Killing Joke verkauft. Kurz nach der Veröffentlichung wurde der Keyboarder Kevin Preston (auch Mitglied bei Endless Sunder) in die Band aufgenommen. Im Oktober 2012 spielten The Crying Spell im Vorprogramm der kalifornischen Electronic Rock-Band Julien-K (die von zwei ehemaligen Mitgliedern der Industrial-Rock-Band Orgy gegründet wurde) bei ihrer Deutschland-Tour.
Im Jahr 2013 verließ der Bassist Jason Phraner die Band, die zu diesem Zeitpunkt die Arbeiten an ihrem neuesten Album mit dem Titel Spectrums of Light abschloss. Laut Aussagen der Band wird sich das Album durch einen stärkeren 80er-Jahre New-Wave-Vibe auszeichnen.

## Musikvideos
- Tattoo'd Girl (2009)[5]
- Android Lust (2012)[6]
- Lipstick Crush (offizielles Lyric-Video) (2012)[7]
- Never Before (offizielles Lyric-Video) (2013)[8]